# مقياس اضطراب جيليام اسبرجر
مقياس اضطراب جيليام اسبرجر هو أداة تساعد في تشخيص متلازمة اسبرجر. وللتحديد أكثر، هو مقياس لتصنيف السلوك، والذي يمكن أن يستخدمه الأفراد غير المتخصّصين والمتخصّصون على حدٍّ سواء، ومعظم المستخدمين هم علماء النّفس في المدارس.
تتكون من 32 خصائص تشخيصيّة، والتي تُقسَّم إلى مقاييس فرعيّة. المقاييس الفرعيّة الأربعة هي التّفاعل الاجتماعيّ، والأنماط المقيّدة للسّلوك، والأنماط المعرفيّة، ومهارات استخدام اللغة. كما يمكن إضافة «التّطوّر المبكّر»، الذي يتكوّن من ثمانية عناصر وهو تصنيف فرعيّ اختياريّ.
يعتمد التّصنيف على مجموع نقاط التّصنيفات الفرعيّة، والذي يتمّ عن طريق عمليّة الجمع البسيطة؛ لنحصل على ناتج متلازمة اسبرجر. يستغرق أداء هذا الاختبار عشر دقائق. هذا المقياس متوفّر على شكل نماذج للآباء والأمهات والمعلّمين. إنّه شبيه بـ «مقياس تصنيف توحّد جيليام»، وهو أقل تعقيدًا في أداء الاختبار وحساب النقاط مقارنةً بـ «جدول الملاحظات التّشخيصيّة للتّوحّد» و«المقابلة التّشخيصيّة للتّوحّد»، وعلى الرغم أن كليهما يتزايد استخداهما في الأبحاث.